# Luca Calvani
Luca Calvani (Prato, 7 agosto 1974) è un attore e personaggio televisivo italiano.

## Biografia
Dopo aver conseguito il diploma di perito tessile all'istituto Buzzi di Prato, si trasferisce a New York, dove lavora in un'azienda tessile. Negli Stati Uniti inizia a studiare recitazione, partecipando a vari corsi ed in seguito frequentando l'Actor's Studio; in Italia frequenta l'Accademia d'arte drammatica "Silvio d'Amico". Ha lavorato come modello e come attore di fotoromanzi, teatro, cinema e televisione. Ha un fratello più giovane, Marco Calvani, anche lui attore e autore di spettacoli teatrali, tra cui Olio e Le mani forti.
Nel 2000 debutta sia sul piccolo schermo, come protagonista di puntata in un episodio della serie tv di Canale 5, Distretto di polizia, che nel cinema, partecipando al film Al momento giusto di Giorgio Panariello e Gaia Gorrini. Nel 2001 ha un piccolo ruolo nel pluripremiato film Le fate ignoranti del regista turco Ferzan Özpetek. Sempre nello stesso anno compare in un episodio della famosa serie statunitense, trasmessa anche in Italia, Sex and the City e in due puntate della nota soap opera Così gira il mondo.
Nel 2004 partecipa alla sit-com Quarto piano scala a destra diretto da Michele Truglia, in onda su Rai Educational. Nel 2005 appare in due episodi della serie in onda su Canale 5, Carabinieri 4 diretta da Raffaele Mertes. L'anno seguente interpreta il ruolo di Rocco Casciani nella sit-com trasmessa da Rai 1, Cotti e mangiati diretta da Franco Bertini, e ha un piccolo ruolo nella miniserie televisiva La freccia nera diretta da Fabrizio Costa e trasmessa da Canale 5. Nella stagione televisiva 2004-2005 partecipa al noto programma di Canale 5, Uomini e donne, condotto da Maria De Filippi, e nel 2006 vince la quarta edizione del reality show di Rai 2, L'isola dei famosi, svoltasi a Cayos Cochinos (Honduras).
La sua attività teatrale, sia in Italia che negli Stati Uniti, comprende Mystiries, Carosello, Roman Nights, 10 By Dorothy Parker ed infine The exonerated diretto da Tiziana Bergamaschi, una serie di monologhi-testimonianza dal braccio della morte.
Al cinema ha recitato anche in Absolutely Fabulous (2001) di Gabriel Aghion, Il diario di Matilde Manzoni (2002) di Lino Capolicchio, Il ronzio delle mosche, diretto da Dario D'Ambrosi, e Parallel Passage diretto da Mandi Riggi, entrambi del 2003, Freezerburn (2005) diretto da Melissa Balin, e in Sguardi controversi (2006) diretto da Corrado Veneziano.
Nel 2007 interpreta il ruolo del regista Sergio Keller nella soap opera Un posto al sole, in onda su Rai 3. Nello stesso anno gira la miniserie Il commissario Manara, regia di Davide Marengo, in onda nel 2009 su Rai 1, e successivamente il film The International, regia di Tom Tykwer, nelle sale nel 2009.
Nel 2008 per Rai 1 gira Tutti pazzi per amore, regia di Riccardo Milani, in onda dal dicembre 2008 fino alla primavera 2009, mentre negli Stati Uniti per la Disney è tra gli interpreti di La fontana dell'amore, una commedia romantica per regia di Mark Steven Johnson, con Kristen Bell e Josh Duhamel. Inoltre è nel cast del film The Good Guy, regia di Julio DePietro, nelle sale, come il precedente, nel 2009. Il 13 dicembre 2008 debutta su Rai Uno come conduttore di Effetto Sabato.
Nel 2010, sempre per Rai 1, gira Ho sposato uno sbirro 2 diretto da Giorgio Capitani e conduce il programma Camera con vista un programma di viaggi e costume per il canale tematico Leonardo di Sky, del quale è anche autore, inoltre partecipa al film Maschi contro femmine, regia di Fausto Brizzi.
Nel 2011 partecipa al film To Rome with Love, per la regia di Woody Allen, ed è impegnato con la fiction Sposami, regia di Umberto Marino. Calvani continua a lavorare anche come modello, nel 2011 è stato testimonial di Peugeot a fianco di Melissa Satta e della firma sartoriale Boggi. Successivamente ha condotto il programma di viaggi Camera con Vista su Marcopolo, canale di Sky.
Nel 2012 recita in Bagnini prima web-series toscana che vede protagonisti Sergio Forconi, Katia Beni, Ciccio Toccafondi e Stefano Martinelli, inoltre interpreta il ruolo di Guido in Una Buona Stagione, miniserie per Rai Uno e il ruolo di Padre Fontana nella soap Beautiful ambientato in Puglia, dove sposa Liam e Hope e che poi riprenderà nel 2013 a Los Angeles.
Nel 2015 interpreta il ruolo di Alexander Vinciguerra in Operazione U.N.C.L.E. di Guy Ritchie.
Nel 2020 e nel 2021 lavora per Sky in qualità di inviato nel cast del contenitore di TV8, Ogni mattina condotto da Adriana Volpe e Alessio Viola. Nello stesso periodo è nel cast del film indiano Shakuntala Devi, distribuito in Italia su Prime Video dal 2 agosto 2020.
Nel 2023 inizia la collaborazione con Discovery Italia, diventando uno dei tre giudici insieme a Csaba Della Zorza e Roberto Valbuzzi nella trasmissione Cortesie per gli ospiti, in onda su Real Time.
Da settembre 2024 a gennaio 2025 è stato uno dei concorrenti della diciottesima edizione del Grande Fratello, condotta da Alfonso Signorini.

## Vita privata
Dal 2007 al 2015 è stato legato alla produttrice Francesca Arena, dalla quale ha avuto una figlia, Bianca, nata nel 2009. Il 30 giugno 2022 rende nota la sua relazione con Alessandro Franchini, un imprenditore di Viareggio, iniziata nel 2016.

## Filmografia

### Cinema
- Al momento giusto, regia di Giorgio Panariello e Gaia Gorrini (2000)
- Absolutely Fabulous, regia di Gabriel Aghion (2001)
- Le fate ignoranti, regia di Ferzan Özpetek (2001)
- Il diario di Matilde Manzoni, regia di Lino Capolicchio (2002)
- Parallel Passage, regia di Mandi Riggi (2003)
- Il ronzio delle mosche, regia di Dario D'Ambrosi (2003)
- Freezerburn, regia di Melissa Balin (2005)
- Sguardi controversi, regia di Corrado Veneziano (2006)
- The Good Guy, regia di Julio DePietro (2009)
- The International, regia di Tom Tykwer (2009)
- La fontana dell'amore (When in Rome), regia di Mark Steven Johnson (2010)
- Maschi contro femmine, regia di Fausto Brizzi (2010)
- To Rome with Love, regia di Woody Allen (2012)
- Operazione U.N.C.L.E. (The Man from U.N.C.L.E.), regia di Guy Ritchie (2015)
- Wrobiony, regia di Piotr Śmigasiewicz (2016)
- Viaggio ai confini della Terra (Amundsen), regia di Espen Sandberg (2019)
- Poised, regia di Robert Cairns (2019)
- Shakuntala Devi, regia di Anu Menon (2020)
- Il cacio con le pere, regia di Luca Calvani (2023)
- In the Fire, regia di Conor Allyn (2023)

### Televisione
- Distretto di Polizia – serie TV (2000)
- Così gira il mondo – serie TV (2001)
- Sex and the City – serie TV, episodio 4x02 (2001)
- Quarto piano scala a destra, regia di Michele Truglio – Luca Calvani (2004)
- Carabinieri 4 – serie TV (2005)
- Cotti e mangiati – serie TV (2006)
- La freccia nera, regia di Fabrizio Costa – miniserie TV (2006)
- Un posto al sole – serial TV (2007)
- Tutti pazzi per amore – serie TV (2008)
- Il commissario Manara – serie TV (2009)
- Don Matteo – serie TV, episodio 7x07 (2009)
- Ho sposato uno sbirro 2 – serie TV (2010)
- Sposami – serie TV (2011)
- Beautiful (The Bold and the Beautiful) – serial TV, 11 episodi (2012-2013)
- Una buona stagione – serie TV (2014)
- I Durrell - La mia famiglia e altri animali (The Durrels) – serie TV, episodio 3x05 (2018)
- The Generi – serie TV, episodio 1x03 (2018)
- L'ultimo de' Medici – serie TV (2020)

### Web TV
- Bagnini, regia di Emanuele Imbucci (2012)

## Teatro
- Sangue del mio sangue, regia di Maria Luisa Bigai (2007-2008)
- Eunuchus, regia di Pietro Bontempo (2010)

## Programmi televisivi
- Uomini e donne (Canale 5, 2004-2005) - corteggiatore
- L'isola dei famosi (Rai 2, 2006) - concorrente vincitore
- Effetto Sabato (Rai 1, 2008-2009)
- Camera con vista (Leonardo, 2010)
- Il bello delle curve (LA7d, 2017)
- Ogni mattina (TV8, 2020-2021) - inviato
- Cortesie per gli ospiti (Real Time, 2022-2023)
- Grande Fratello (Canale 5, 2024-2025) - concorrente